# شتسکو (لهستان)
شتسکو (به لهستانی:  Sicko) یک روستا در لهستان است که در گمینا رچ واقع شده‌است.